# Niezapominajka leśna
Niezapominajka leśna (Myosotis sylvatica Hoffm.) – gatunek rośliny należący do rodziny ogórecznikowatych. Występuje w stanie dzikim w Europie środkowej i wschodniej – granica zachodnia występowania biegnie przez Szwecję, Danię, Wielką Brytanię, Francję i Włochy. Dalej na wschód rośnie w Azji Mniejszej, w regionie Kaukazu i dalej poprzez Iran, Pakistan, Indie po Nepal i Bhutan. Jako gatunek introdukowany rośnie na Maderze, w południowej Afryce, w Ameryce Północnej, w Australii i Nowej Zelandii, w Chile i Argentynie. W Polsce gatunek spotykany w całym kraju, częstszy na południu, rzadszy na środkowym wschodzie oraz zachodzie. Rośnie w żyznych lasach liściastych i zaroślach, w miejscach wilgotnych, rzadko na łąkach. Uprawiana jest często jako roślina ozdobna i nierzadko dziczeje.

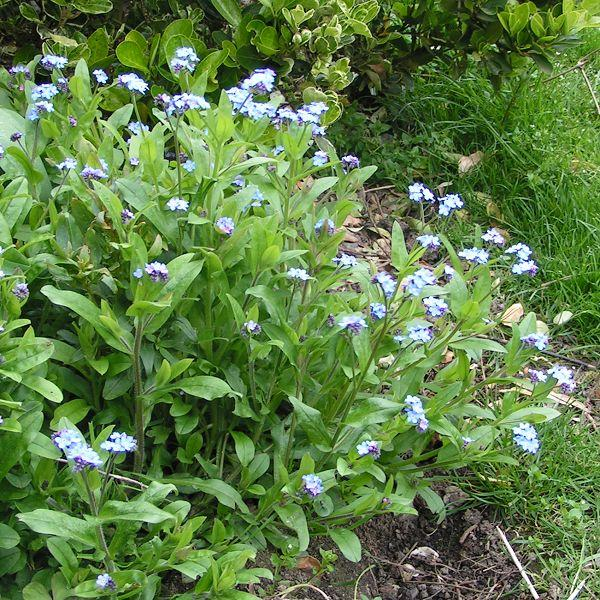
Pokrój rośliny

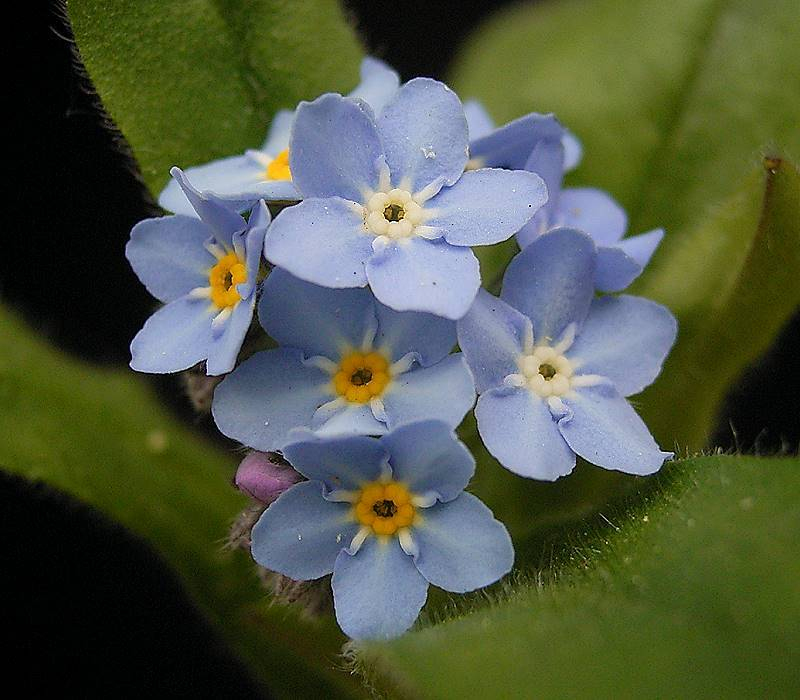
Kwiaty

## Morfologia
PokrójBylina o łodygach zwykle rozgałęzionych od dołu, rzadziej pojedynczych, prosto wzniesionych lub łukowato podnoszących się. Pęd w dolnej i środkowej części rzadko pokryty długimi i odstającymi włoskami. W górnej części włoski są krótkie i przylegające.
LiścieDolne zebrane w rozetę, poza tym występują liście łodygowe, ale brak ich w obrębie kwiatostanów. Liście zmienne pod względem kształtu – od szerokoeliptycznych do równowąsko podługowatych, także odwrotnie jajowate i łopatkowate. Liście odziomkowe o ogonkach nie dłuższych od blaszki liściowej, liście łodygowe siedzące.
KwiatyZebrane na szczycie łodygi w skrętki, które początkowo są ścieśnione, ale stopniowo wydłużają się i w czasie owocowania mają postać luźnego grona. W czasie kwitnienia szypułki co najwyżej tak długie jak kielich. Kielich dzwonkowaty, złożony z 5 zrośniętych w krótką rurkę do 3 mm długości (w czasie owocowania wydłuża się do 5 mm). Działki wcięte do 3/5 z łatkami lancetowatymi. U dołu okryty jest włoskami haczykowatymi. Korona kwiatu jasnoniebieska, rzadziej biała lub różowa, z płasko rozpostartymi łatkami, o średnicy zwykle od 6 do 9 mm. Rurka korony żółta, długości kielicha. W środku korony 5 pręcików o nitkach zrośniętych z rurką korony i z niej nie wystające. Osklepki żółte.
OwocCzterodzielna rozłupnia. Rozpada się na spłaszczone, trójgroniasto jajowate rozłupki, błyszczące, ciemne, o długości do 2 mm.
Gatunki podobneNiezapominajka alpejska, rzadziej uprawiana, ma dolne liście na ogonkach dłuższych od blaszki, a kwiaty ciemnoniebieskie. Niezapominajka rozłogowa ma koronę o wydłużającej się rurce, pod koniec kwitnienia do dwóch razy dłuższą od kielicha. Pozostałe niezapominajki środkowoeuropejskie mają kielich bez włosków haczykowatych lub wyraźnie mniejsze kwiaty (do 5 mm średnicy).

## Biologia i ekologia
Siedlisko: Preferuje miejsca wilgotne (np. przy brzegach potoków i źródliskach) oraz żyzne. Rośnie w lasach liściastych, w Europie Środkowej z rzędu Fagetalia, poza tym w zaroślach i rzadziej na łąkach. W Europie Środkowej gatunek częstszy w niższych położeniach górskich niż na niżu. Najliczniejszy w reglu dolnym i górnym, sięga też piętra subalpejskiego. W Tatrach dochodzi do 1642 m n.p.m. Hemikryptofit, stosunkowo krótkowieczny.
W klasyfikacji zbiorowisk roślinnych gatunek charakterystyczny dla klasy Epilobietea angustifolii. Kwitnie od maja do lipca, według niektórych źródeł do września.

## Zmienność
Gatunek zmienny morfologicznie.

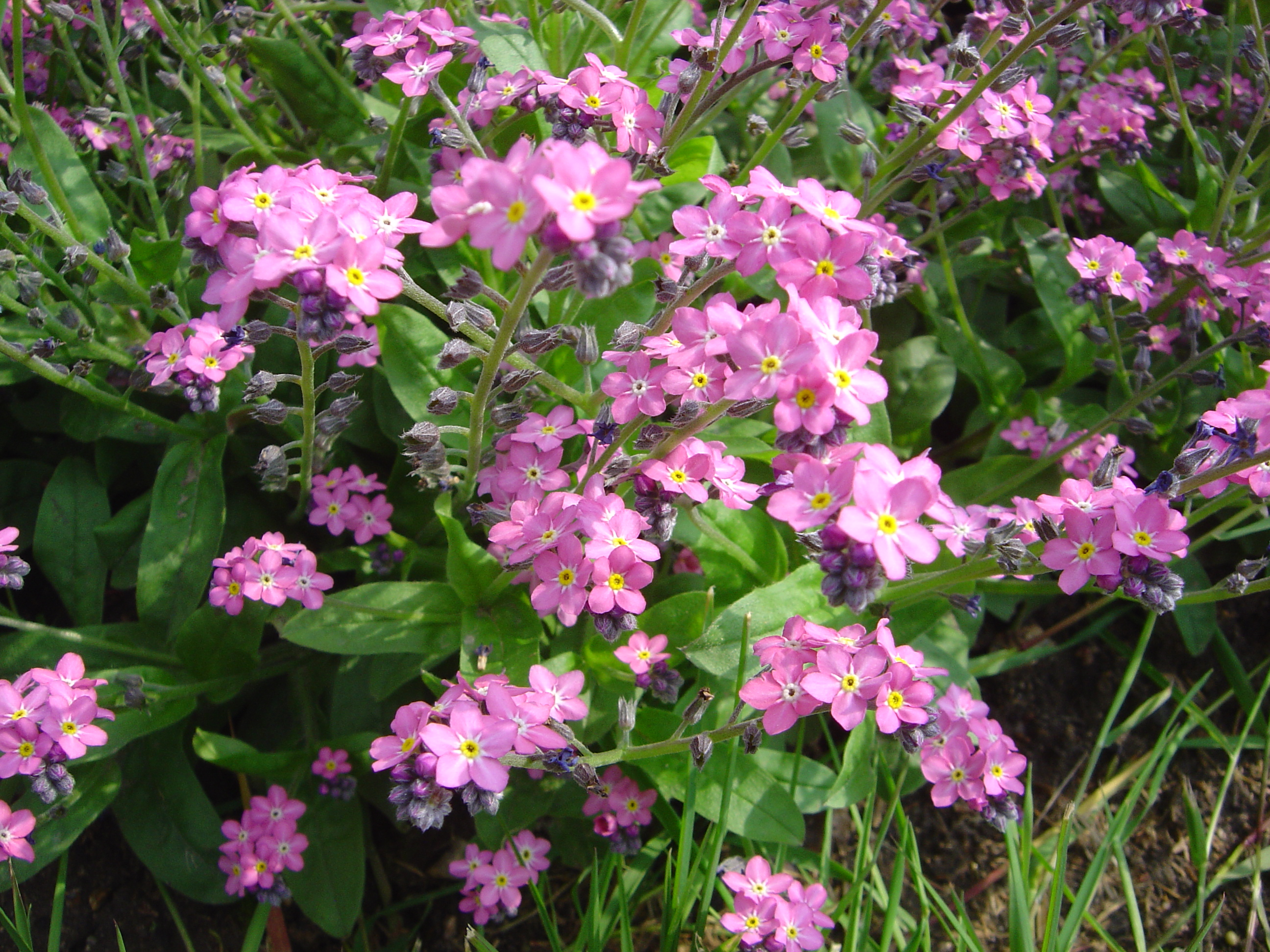
Odmiana uprawna 'Rosylva'

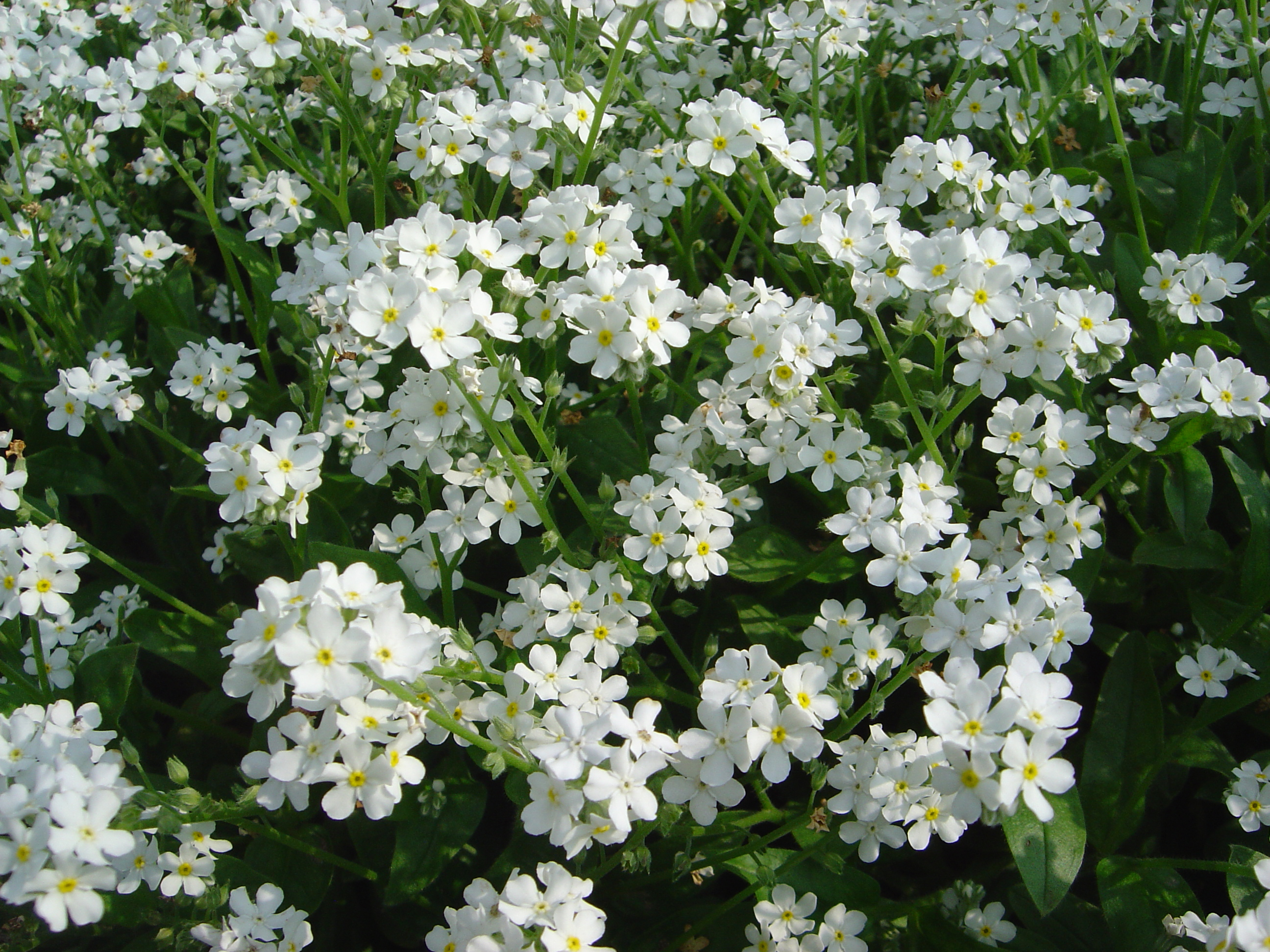
Odmiana uprawna 'Snowsylva'

Tworzy mieszańce z niezapominajką polną i niezapominajką błotną.
W uprawie znajduje się kilka odmian:
- ‘Nina Blue’ – rośliny karłowe, do 5 cm wysokości, z kwiatami niebieskimi;
- ‘Nina Rosea’ – rośliny karłowe, do 5 cm wysokości, z kwiatami różowymi;
- ‘Rosylva’ – kwiaty różowe;
- ‘Snowsylva’ – kwiaty białe.

## Zastosowanie
Niezapominajka leśna jest uprawiana jako roślina ozdobna; często w ofercie handlowej określana jest jako niezapominajka alpejska M. alpestris hort. non Schmidt. Nadaje się na rabaty, szczególnie na obwódki.